# Sylvain Estibal
Sylvain Estibal, né le 19 novembre 1967, est un journaliste, romancier et réalisateur français.
En 2012, il a remporté le César du meilleur premier film pour le film Le Cochon de Gaza.

## Biographie
Sylvain Estibal naît le 19 novembre 1967.
Il est l'auteur de plusieurs ouvrages sur le désert. Parmi eux, se trouve un roman sur les derniers jours de la vie du légendaire pilote Bill Lancaster, Le Dernier Vol de Lancaster, qui a été adapté au cinéma en 2009 par Karim Dridi sous le titre Le Dernier Vol, avec Guillaume Canet et Marion Cotillard dans les rôles principaux.
En 2011, il a écrit et réalisé son premier long métrage, Le Cochon de Gaza, qui a obtenu le César du meilleur premier film l'année suivante.

## Ouvrages
- Méharées : explorations au vrai Sahara, 1994  (ISBN 2760921662)
- Terre et Ciel, entretiens avec Théodore Monod, Actes Sud, 1997.
- Le Dernier Vol de Lancaster, Actes Sud, 2003,  (ISBN 2742744436)
- Naufragée 2007,  (ISBN 2844205240)
- Éternel, 2009, Actes Sud  (ISBN 9782742782819)
- Terres voraces, 2022, Actes Sud

## Filmographie
Sauf indication contraire, les informations mentionnées dans cette section peuvent être confirmées par les bases de données cinématographiques  présentes dans la section « Liens externes ».
- 2011 : Le Cochon de Gaza[4]
- 2025 : Papamobile[5]